# Aue (Hunte)
Die Aue (Ausspracheⓘ) – ein sandgeprägter Tieflandbach  – ist ein etwa 22 Kilometer langer linker Nebenfluss der Hunte in den niedersächsischen Landkreisen Vechta und Oldenburg. Den Landkreis Cloppenburg berührt die Aue als Grenzfluss zum Landkreis Vechta. Ein zweiter Aue genannter Fluss bildet ebenfalls die Grenze zwischen den Landkreisen Cloppenburg und Vechta, und zwar zwischen der Gemeinde Essen (Oldenburg) und der Stadt Dinklage.
Die Aue hat – direkt an der Weser-Ems-Wasserscheide – zwei Quellbäche nordwestlich von Halter, einer Bauerschaft der Gemeinde Visbek. Nach Aufnahme des ihm von rechts zuströmenden Meyerhöfener Wasserzuges fließt der Bach über die Mühlenteiche der Endeler Wassermühlen Stüvenmühle, Neumühle und Kokenmühle in nördlicher Richtung parallel zur Kreisstraße 235 und unterquert dann die Landesstraße 880. Unterhalb der Kokenmühle ändert die Aue ihren Lauf auf Ost und nimmt von links die Landwehrbäke und im weiteren Verlauf von rechts die Twillbäke und den Varnhorner Wasserzug auf. Die Einmündung der Landwehrbäke in die Aue bezeichnet den Grenzpunkt zwischen den drei Landkreisen Oldenburg im Norden, Vechta im Südosten und Cloppenburg im Südwesten. Die Aue unterquert sodann die Bundesstraße 213 und danach die Bundesautobahn 1. Zwischen diesen beiden Fernstraßen nimmt sie in Aumühle von rechts die aus Süden kommende Holzhauser Bäke auf. Vom Quellgebiet bis zur Unterquerung der B 213 durchfließt die Aue das Naturschutzgebiet „Bäken der Endeler und Holzhauser Heide“. Schließlich fließt sie zwischen dem Naturschutzgebiet „Glaner Heide“ und dem Gelände des Golfclubs „Wildeshauser Geest e. V.“ hindurch und mündet südlich von Dötlingen in die Hunte.
Ein Abschnitt der Aue im Bereich südöstlich von Ahlhorn, der hier die Grenze zwischen den Landkreisen Vechta und Oldenburg darstellt, ist auch als „Engelmannsbäke“ und – östlich davon – als „Kleine Bäke“ bekannt. In unmittelbarer Nähe befinden sich die megalithischen Großsteingräber Visbeker Bräutigam und Heidenopfertisch aus der jungsteinzeitlichen Trichterbecherkultur. Ab Stüvenmühle bis hin zur Mündung liegen links und rechts der Aue zahlreiche weitere neolithische Großsteingräber.

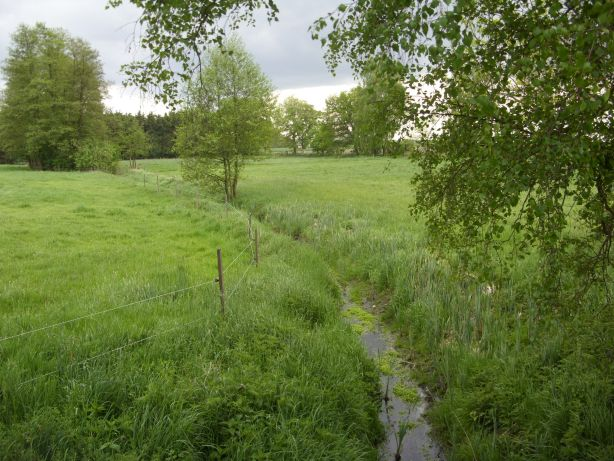
Der Meyerhöfener Wasserzug
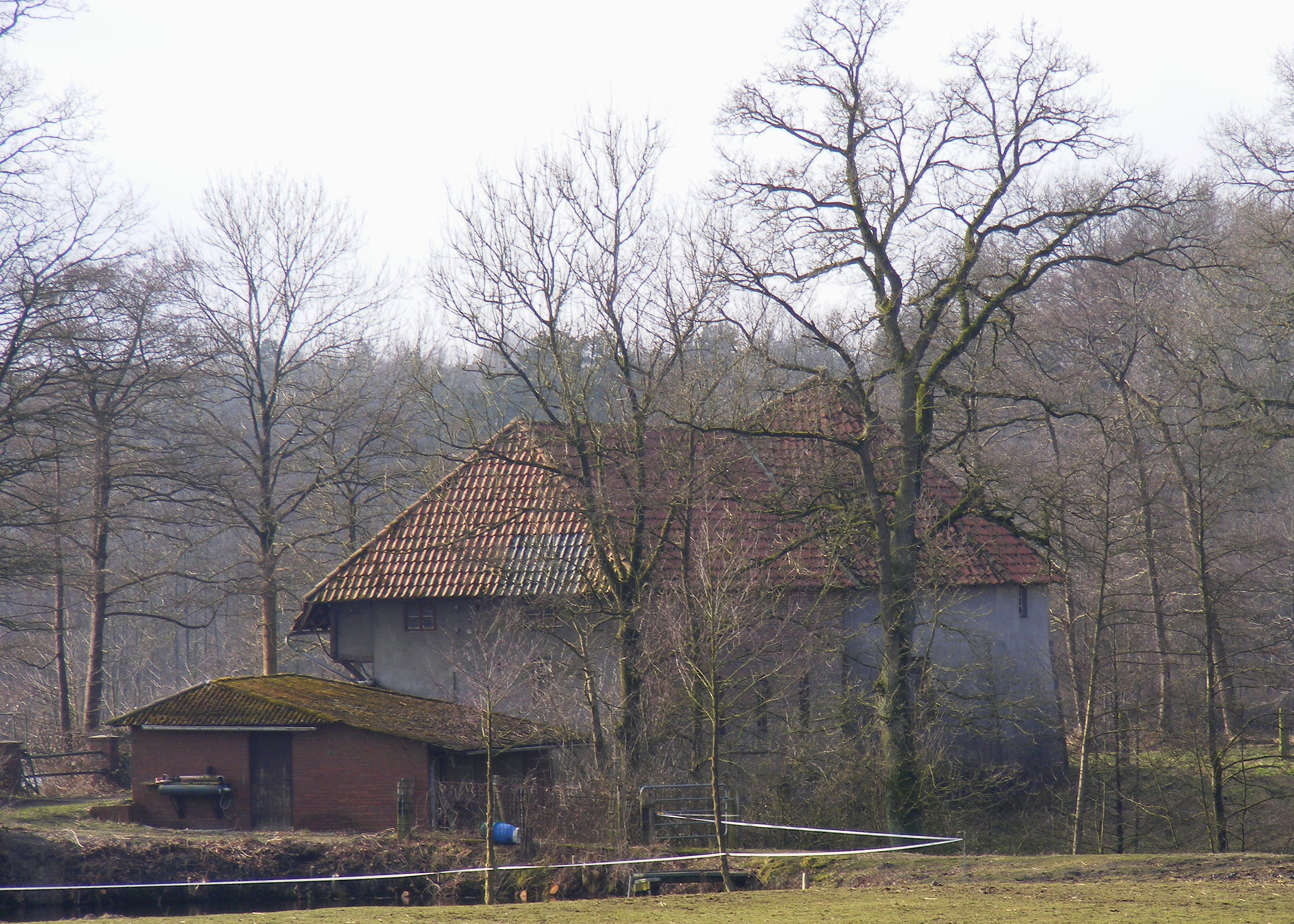
Die Stüvenmühle in Endel
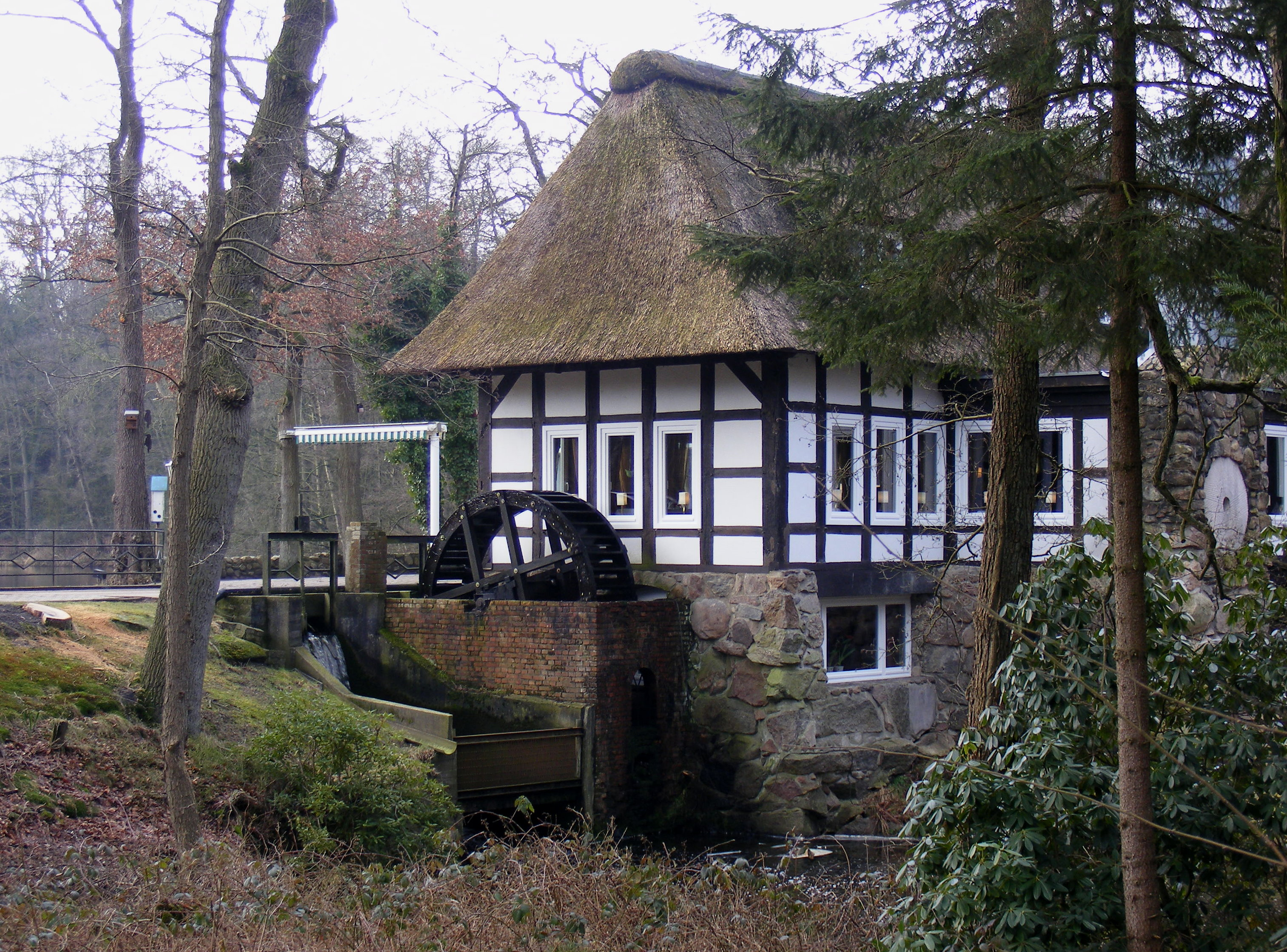
Die Neumühle in Endel
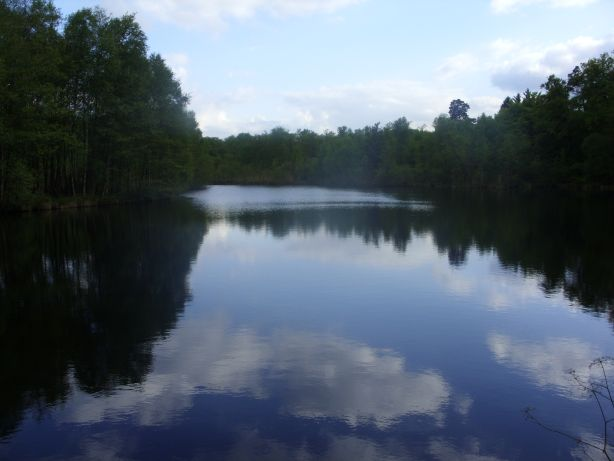
Mühlenteich bei der Neumühle
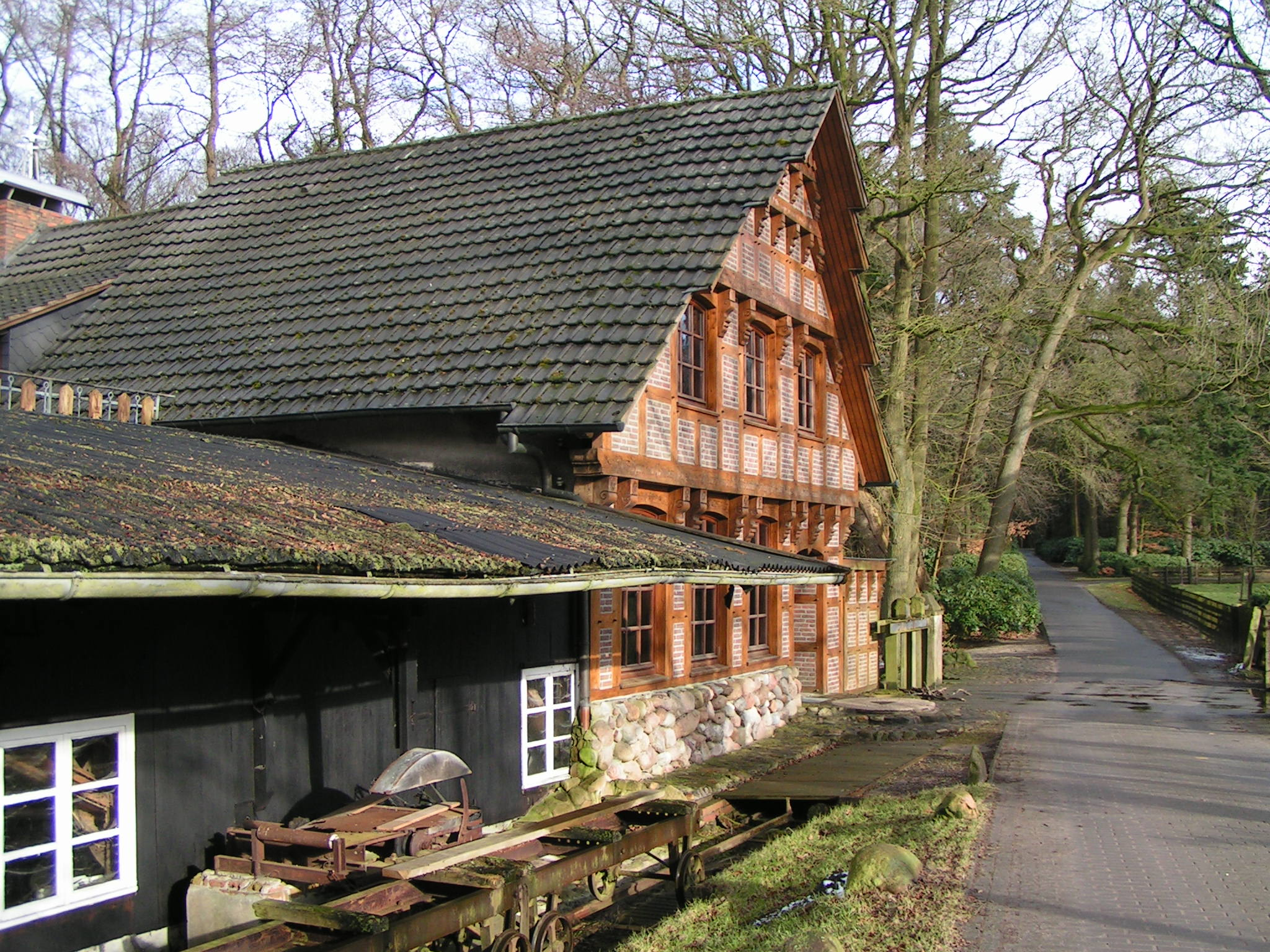
Die Kokenmühle in Endel
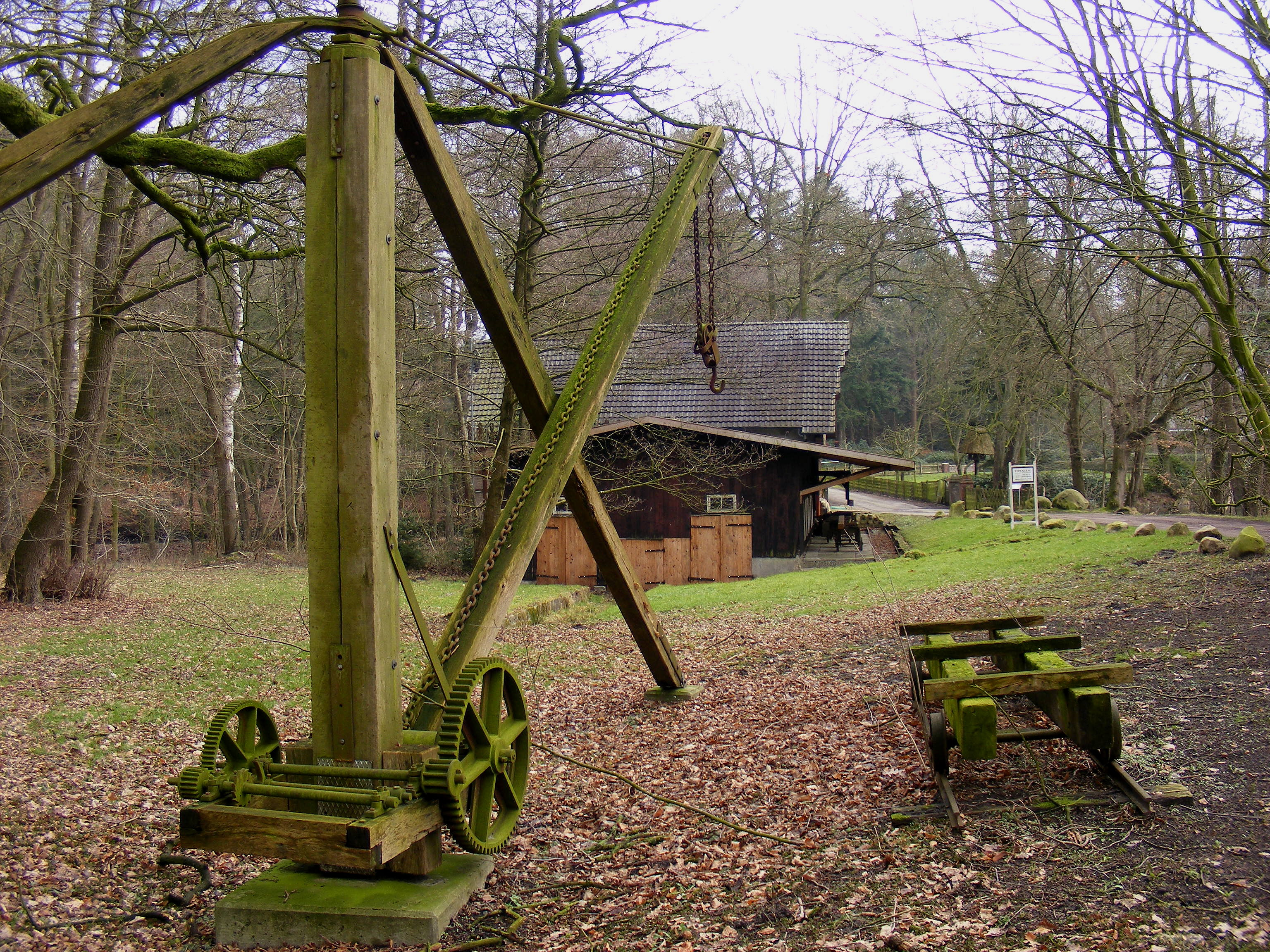
Sägerei der Kokenmühle
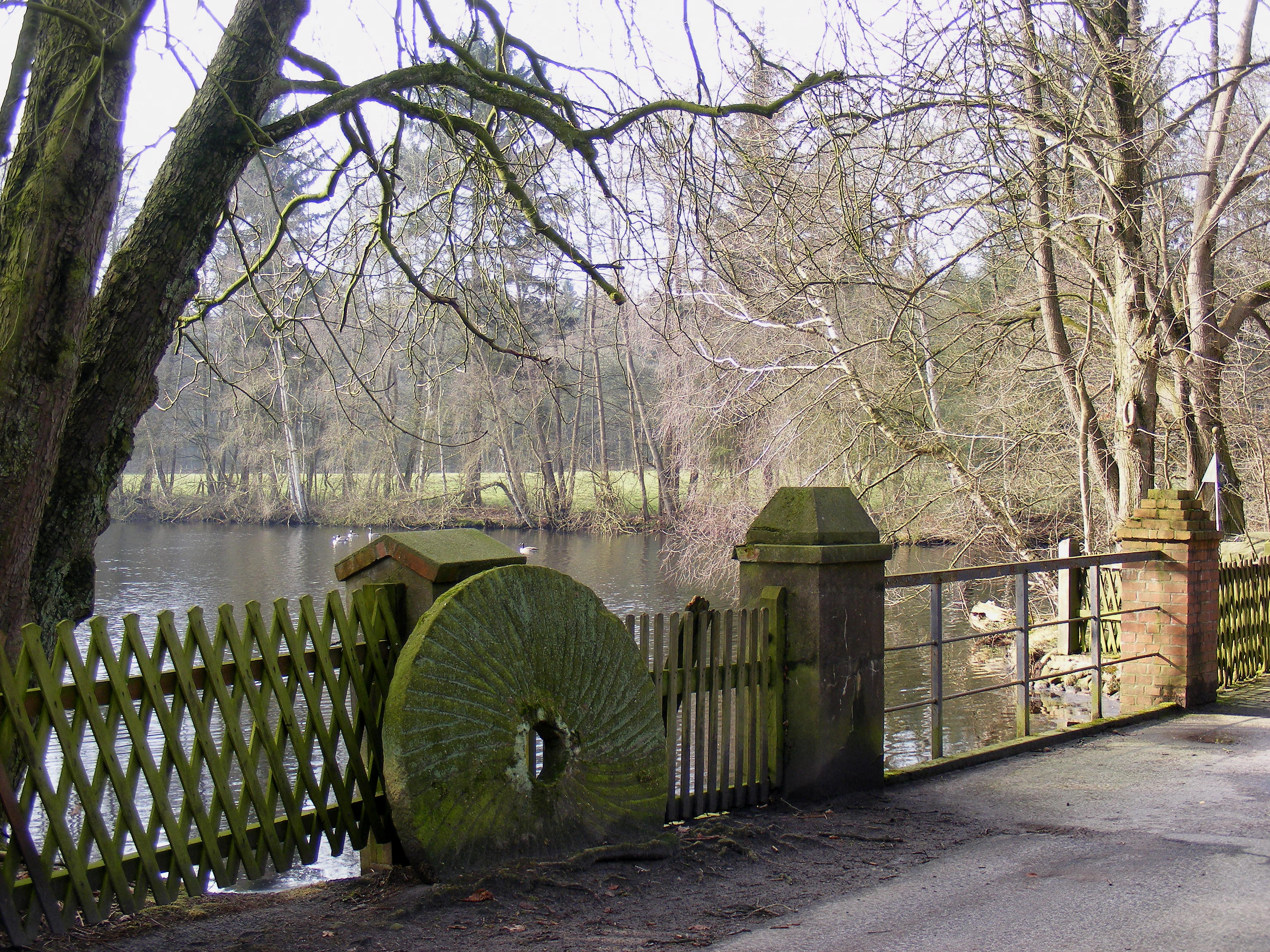
Brücke am Stauwehr der Kokenmühle
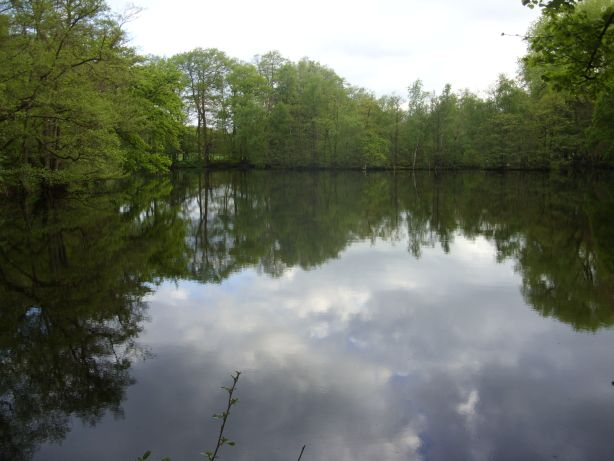
Mühlenteich bei der Kokenmühle
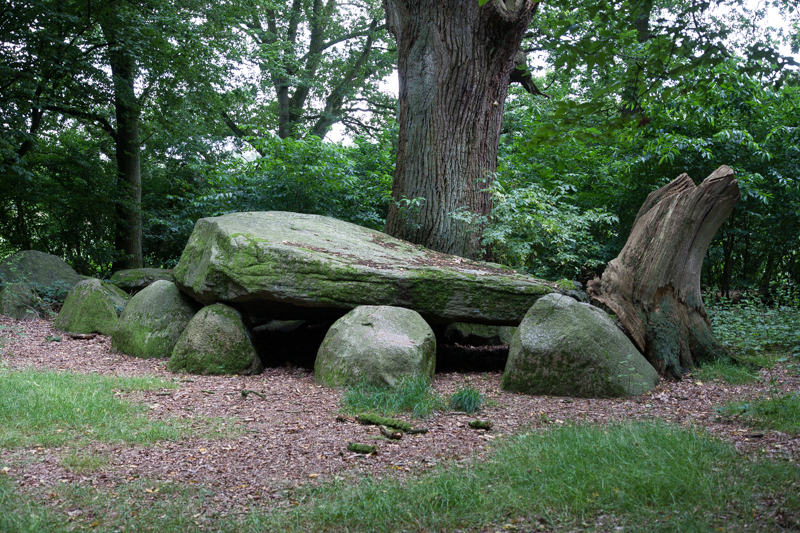
Der Heidenopfertisch bei Engelmannsbäke
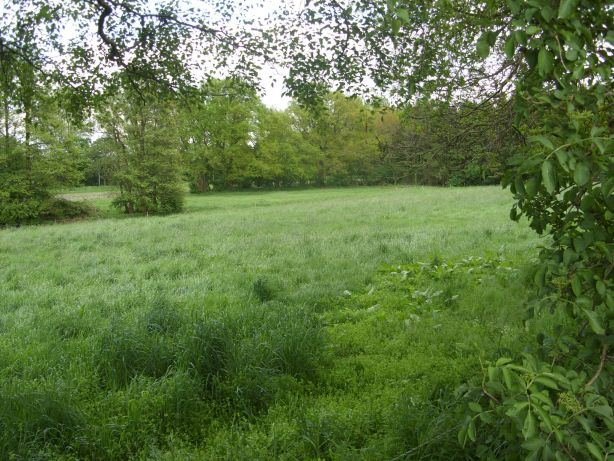
Auelandschaft I
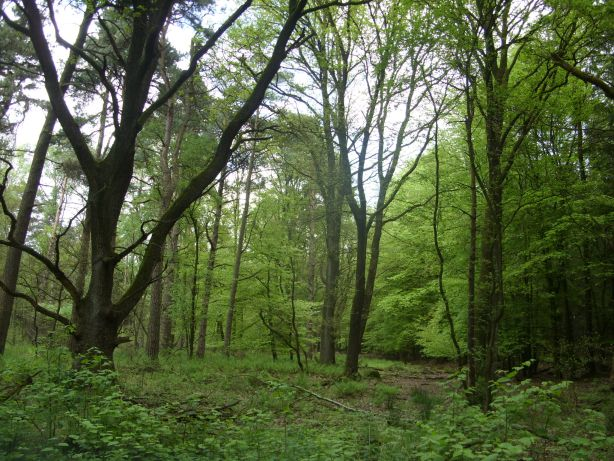
Auelandschaft II
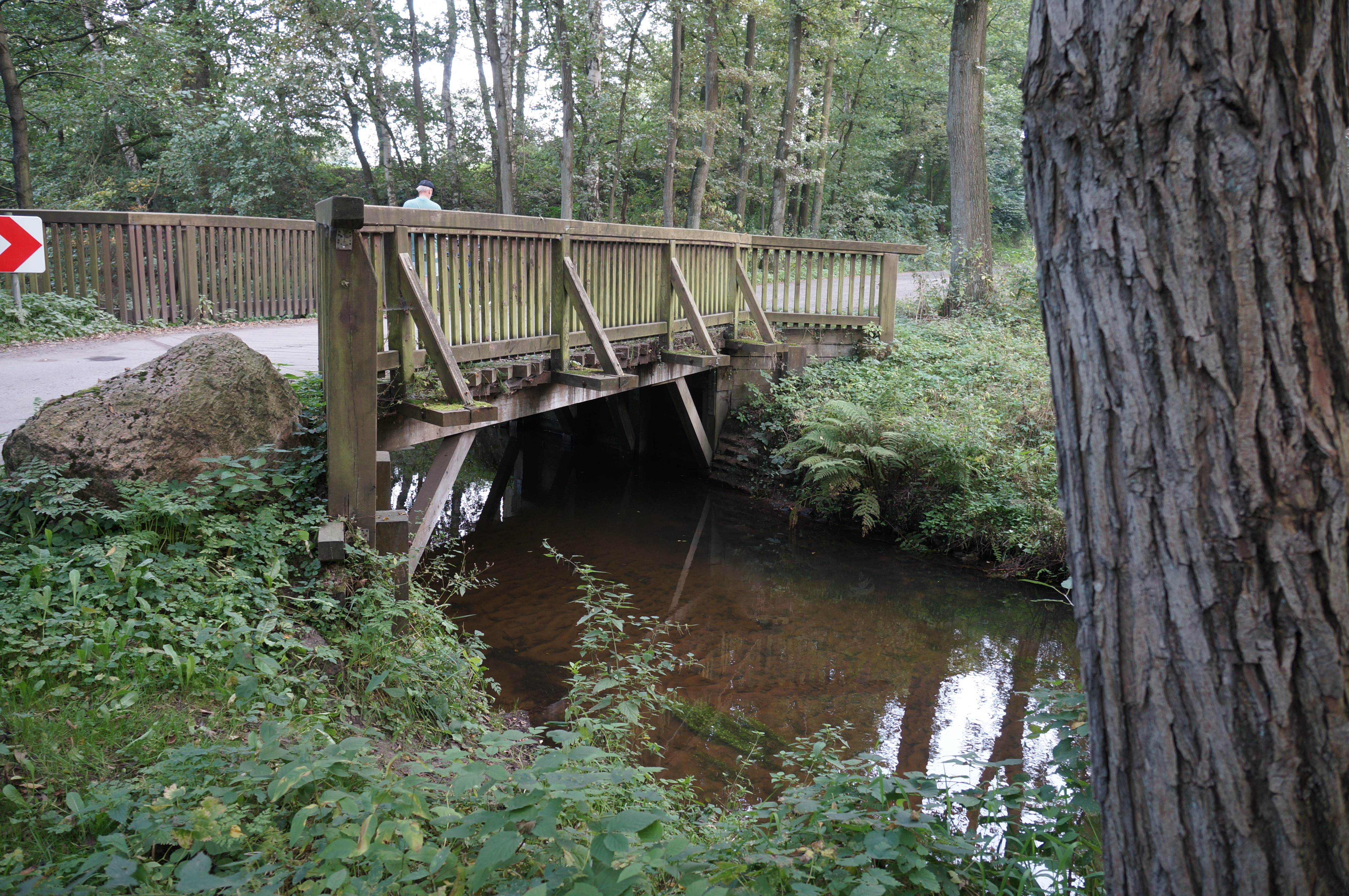
Auebrücke zwischen Thölstedt und Steinloge